# Narcissus papyraceus subsp. pachybolbus
Narcissus papyraceus subsp. pachybolbus és una subespècie herbàcia, perenne i bulbosa que pertany a la família de les amaril·lidàcies. És originària del Nord d'Àfrica.

## Descripció
És una planta bulbosa amb les flors de color blanc i un bulb gran de fins a 7 cm d'ample en la maduresa. Es distribueix per Algèria i el Marroc.

## Taxonomia
Narcissus papyraceus subsp. pachybolbus va ser descrita per (Durieu) D.A.Webb i publicat a Botanical Journal of the Linnean Society 76: 305, l'any 1978.
Etimologia
Narcissus nom genèric que fa referència del jove narcisista de la mitologia grega Νάρκισσος (Narkissos) fill del déu riu Cefís i de la nimfa Liríope; que es distingia per la seva bellesa.
El nom deriva de la paraula grega: ναρκὰο, narkào (= narcòtic) i es refereix a l'olor penetrant i embriagant de les flors d'algunes espècies (alguns sostenen que la paraula deriva de la paraula persa نرگس i que es pronuncia Nargis, que indica que aquesta planta és embriagadora).
papyraceus: epítet llatí que significa "com a paper".
Sinonímia
- Narcissus pachybolbus Durieu
- Narcissus tazetta subsp. pachybolbus (Durieu) Baker[4]